# Автобан A6 (Австрія)
Автобан A6 або Північно-Східна (нім. Nordost Autobahn) автомагістраль — це автомагістраль у східній Австрії, яка з'єднує Словаччину з австрійською системою автомагістралей.
Починається на перехресті A4 біля Брукнойдорфа, прямує на схід, минаючи Поцнайзідль, перетинає річку Лейта по 410 метровому мосту, потім за Гаттендорф, копіюючи існуючу національну дорогу, що прямує на північний схід, і біля Кіттзее повертає на схід до словацького кордону, де прикордонний пункт вже існує з 1998 року.
Будівництво почалося в листопаді 2004 року і тривало до листопада 2007 року. Загальні заплановані витрати становили 182 мільйони євро, але реальні кінцеві витрати впали до 146 мільйонів євро. Автомагістраль була відкрита 19 листопада 2007 року а відкрита для руху 20 листопада 2007 року.